# Sart-Saint-Laurent
Sart-Saint-Laurent is een plaats en deelgemeente van de Belgische gemeente Fosses-la-Ville. Sart-Saint-Laurent ligt in de provincie Namen en werd in 1890 afgesplitst als van Fosses-la-Ville als zelfstandige gemeente wat het bleef tot 1 januari 1977.

## Demografische ontwikkeling
- Bronnen:NIS, Opm:1831 tot en met 1970=volkstellingen, 1976= inwoneraantal op 31 december